# أوديسيو بشير
أوديسيو بشير (بالإسبانية: Odiseo Bichir)‏ (و. 1960 – م) هو ممثل، وممثل تلفزيوني، وممثل مسرحي، وممثل أفلام من المكسيك. ولد في مدينة مكسيكو.

## وصلات خارجية
- أوديسيو بيشير على موقع IMDb (الإنجليزية)
- أوديسيو بيشير على موقع ألو سيني (الفرنسية)
- أوديسيو بيشير على موقع قاعدة بيانات الفيلم (الإنجليزية)